# Margo Reuten
Margo Reuten (Maasbracht, 23 december 1965) is een Nederlandse chef-kok, bekend van restaurant Da Vinci. Zij was tot eind 2017 de enige vrouwelijke chef-kok met twee Michelinsterren in Nederland.
Reuten omschrijft haar kookstijl als "klassiek Frans" en "trouw aan de regio". Zij werkt dan ook veel met regionale producten voor de klassieke gerechten die zij serveert.

## Carrière
Restaurant Da Vinci werd in 1993 geopend. Sinds 1999 draagt het restaurant een Michelinster en vanaf 2009 tot 2018 droeg het twee sterren.
Voordat Reuten haar restaurant Da Vinci opende, had zij al veel ervaring opgedaan op hoog culinair niveau. Zo heeft zij gewerkt als sous-chef bij de restaurants Der Bloasbalg dat in het bezit was van een Michelinster. Andere restaurants waar zij heeft gewerkt zijn Toine Hermsen (sous-chef), De Swaen (chef de partie) en Prinses Juliana (leerling-kok).

## Persoonlijk
Reuten is opgegroeid in Maasbracht en gehuwd met Petro Kools.
Ze is achterfamilie van de acteurs, Jeroen Willems, Thekla Reuten en Rosa Reuten.

## Onderscheidingen
- SVH Meesterkok: 1990[1]
- Michelinsterren Da Vinci: 1 ster: 1999-2008; 2 sterren: 2009-2017; 1 ster: 2018-heden[9]
- GaultMillau Chef van het jaar: 2012[1]
- Ereburger van Maasgouw: 2009[11]
- Relais & Chateaux Grand Chef: 2012[12]

## Gepubliceerde boeken
Samen met Petro Kools:
- 2003: Proeven van Bekwaamheid
- 2010: Proeven van Bekwaamheid Special Edition